# Левкіпп
Левкіпп (дав.-гр. Λεύκιππος; жив у V ст. до н. е.) — давньогрецький філософ-матеріаліст, засновник атомізму, який він розвинув разом зі своїм учнем Демокрітом. Левкіпп поділив світ на дві сутності: атоми — неподільні частинки, з яких складаються всі речі, та порожнечу, що існує між атомами. Свою філософію він розробив у відповідь на вчення елеатів, які вважали, що усе єдине й порожнечі не існує. Ідеї Левкіппа мали значний вплив на античну філософію та філософію епохи Відродження.
Атоми Левкіппа мають безліч форм і перебувають у постійному русі, створюючи детермінований світ, у якому все спричинене зіткненнями атомів. Левкіпп описував початок космосу як вир атомів, з якого утворилися Земля, Сонце, зорі та інші небесні тіла. Оскільки Левкіпп вважав як атоми, так і порожнечу нескінченними, він припускав, що існують інші світи, бо космоси утворюються і в інших місцях. Левкіпп і Демокріт описували душу як поєднання сферичних атомів, які циркулюють тілом через дихання і створюють думки та чуттєві сприйняття.
Єдині свідчення про Левкіппа походять від Арістотеля та Теофраста — давньогрецьких філософів, які жили після нього, і про його життя відомо небагато. Більшість дослідників погоджується, що Левкіпп існував, але деякі ставлять це під сумнів, приписуючи всі ідеї виключно Демокріту. Сучасні філософи рідко розрізняють їхні погляди. Левкіппу приписують два твори («Великий діакосмос» і «Про розум»), але всі його праці були втрачені, за винятком лише одного речення.

## Життя
Про життя Левкіппа майже нічого не відомо. Він народився в першій половині V століття до н. е., а філософію атомізму, ймовірно, розвинув у 430-х роках до н. е., хоча точні дати залишаються невідомими. Попри те, що Левкіпп був сучасником Сократа, його відносять до досократиків, оскільки він продовжив традицію досократівського натурфілософського пошуку, започатковану філософами мілетської школи. Традиційно вважають, що Левкіпп був учнем Зенона Елейського, хоча античні джерела також згадують як його можливих наставників Мелісса Самосського, Парменіда та Піфагора. Єдиним підтвердженим учнем Левкіппа був Демокріт. Іноді також стверджують, що Епікур був його учнем, однак відомо й про твердження самого Епікура, що Левкіппа ніколи не існувало.
Місцями проживання Левкіппа називають Мілет, Елею та Абдери, але, найімовірніше, ці міста згадуються у зв'язку з іншими філософами, пов'язаними з ним: Мілет асоціюється з Іонійською школою, що вплинула на Левкіппа, Елея — з елеатами, з якими він полемізував, а Абдери — рідне місто його учня Демокріта. Деякі класичні філологи XX століття, зокрема Вальтер Кранц і Джон Бернет, припускали, що Левкіпп жив у всіх трьох містах: народився в Мілеті, навчався у Зенона в Елеї, а згодом оселився в Абдерах.

## Філософія

### Атоми
Левкіппа вважають засновником філософської школи атомізму. Він висунув ідею, що всі речі складаються з «атомів» (від дав.-гр. ἄτομον, «неподільний») — мікроскопічних, неподільних частинок, які взаємодіють і поєднуються, утворюючи всі предмети світу. За Левкіппом, атоми різняться за формами й розмірами, але форма й розмір кожного окремого атома залишається незмінною. Атоми перебувають у постійному русі та повсякчас змінюють свої розташування один відносно одного. Левкіпп вважав, що може бути нескінченно багато типів атомів, оскільки немає підстав вважати інакше.
За свідченням філософа IV століття до н. е. Арістотеля, Левкіпп стверджував, що з погляду логіки у всьому мають існувати неподільні точки. Його міркування полягали в тому, що, якби об'єкт складався лише з подільних частинок, то він не мав би структури та не міг би бути матеріальним. Левкіпп розвивав атомізм разом зі своїм учнем Демокрітом: хоча авторство самої концепції приписують Левкіппу, Демокріт деталізував її та застосував до природних явищ.
Левкіппу приписують два твори: «Великий діакосмос» і «Про розум». Перший, імовірно, мав оригінальну назву «Діакосмос», яку згодом змінили, щоб уникнути плутанини з «Малим діакосмосом» Демокрита. «Великий діакосмос» Левкіппа іноді помилково приписують Демокриту. З усього доробку Левкіппа зберігся лише один фрагмент, узятий із праці «Про розум»: «Ніщо не виникає випадково, але все — з причини та з необхідності». Левкіпп вважав світ детермінованим, оскільки положення й рух атомів зумовлюють їхні подальші зіткнення, що передбачає дію принципу причинності. Це нагадувало аргументи філософа VI століття до н. е. Анаксімандра про те, що рух виникає через відмінності. Значно пізніше ці ідеї систематизував філософ XVII століття Готфрід Вільгельм Лейбніц, сформулювавши законі достатньої підстави. Левкіпп відкидав ідею про існування розумної сили, яка керує Всесвітом.

### Елеати та порожнеча
Атомізм Левкіппа був безпосередньою відповіддю на філософію Елейської школи. Елеати вважали, що ніщо або порожнеча не може існувати самостійно. З цього вони робили висновок, що, раз порожнечі не існує, то немає й руху, і все має бути одним цілим. Левкіпп погоджувався з їхньою логікою, але стверджував, що порожнеча таки існує, отже, можливі як рух, так і множинність. Як і елеати, Левкіпп вважав, що все існує вічно й ніщо не виникає й не зникає, застосовуючи це і до атомів, і до порожнечі. Арістотель писав, що Левкіпп вважав: атоми — це не щось додаткове до порожнечі, а протилежність їй, і вони співіснують поруч. Про це писав і філософ VI століття н. е. Сімплікій, приписуючи цю ідею Демокріту. Християнський автор Лактанцій зазначав, що Левкіпп порівнював атоми з частинками пилу, що видно в променях сонця.
Атомізм Левкіппа зберіг онтологічні уявлення елеатів, але застосував їх для фізичного пояснення світу. Відійшовши від абстрактних точок та одиниць геометрії, він запропонував можливе розв'язання парадоксів руху Зенона Елейського, згідно з якими неподільність унеможливлює рух. Левкіпп також заперечував елеатське твердження, що будь-який роздільник між двома об'єктами сам може бути поділений. Він стверджував, що порожнеча є роздільником, що не має буття, а отже, не може бути поділена. Хоча Левкіпп описував атоми як такі, що можуть торкатися одне одного, Арістотель тлумачив це як їхню близькість, адже Левкіпп наполягав, що між усіма атомами обов'язково існує порожнеча.

### Душа і сприйняття
Левкіпп і Демокріт вважали, що тепло, вогонь і душа складаються зі сферичних атомів, оскільки така форма дозволяє їм легко проходити один повз одного та ефективно спричиняти рух. Вони вважали, що душа має фізичну природу і є рушієм живих істот, а дихання описували як процес виділення атомів душі та поглинання нових. Смерть, за їхнім розумінням, настає з останнім подихом, коли атоми душі більше не поповнюються. Сон розглядали як подібний стан, коли в тілі залишається зменшена кількість атомів душі.
Левкіпп став першим філософом, який сформулював теорію мислення та сприйняття. Він описував відчуття як передавання атомів, що відбувається, коли зовнішні атоми вступають у контакт з атомами душі. Зір, за його твердженням, виникає завдяки плівці атомів, яка випромінюється від об'єкта, зберігає форму його атомів і створює зображення в оці спостерігача. Це пояснення було натхненне ідеями Емпедокла, який також вважав, що об'єкти випромінюють плівки самих себе. Левкіпп також стверджував, що такі властивості, як колір і текстура, виникають через різне впорядкування атомів, а абстрактні поняття — на зразок справедливості чи мудрості — формуються завдяки впорядкуванню атомів душі.
Згідно з Епіфанієм, Левкіпп твердив, що розумове знання є недосяжним, існує лише нерозумове вірування. Однак письменник XX століття Костянтин Вамвакас заперечував наявність такої думки у Левкіппа, приписуючи її елейському філософу Парменіду. За його словами, Левкіпп і Демокріт «вірили, що чуттєвий досвід, попри свою обмеженість, є джерелом об'єктивного знання про фізичний світ». Водночас дослідник Крістофер Тейлор зазначав, що «немає жодних доказів того, що Левкіпп займався епістемологічними питаннями».

### Космологія
Левкіпп вважав, що порожнеча є нескінченною й поширюється на весь Всесвіт. Він також стверджував, що існує нескінченна кількість атомів, розподілених у цій порожнечі. Земля і космос — включно з Сонцем, Місяцем, зорями та всіма іншими небесними тілами — існують разом у цій порожнечі.
На його думку, космос виник, коли велика кількість атомів зібралася докупи й почала обертатися у вирі. Вони перемішувались, доки не впорядкувались «подібне до подібного»: більші атоми опинилися в центрі, а менші — на периферії. Менші атоми утворили небесні тіла, а з більших утворилася мембрана, з якої сформувалась Земля. Давні автори по-різному тлумачили, що саме мав на увазі Левкіпп під мембраною: Аетій писав, що менші атоми входили до складу оболонки, яка оточувала більші, а Діоген Лаертський стверджував, що найбільші атоми утворювали оболонку, виключаючи менші. Левкіпп також вважав, що в інших частинах порожнечі існують далекі космоси. Це робить його першим відомим філософом, який висунув ідею існування інших світів, окрім Землі, хоча деякі доксографи приписували подібні ідеї ще давнішим іонійським філософам.
Як і більшість досократиків, Левкіпп вважав, що Земля перебуває в центрі космосу. На його думку, інші небесні тіла обертаються навколо Землі, причому найближчим до Землі є Місяць, а найвіддаленішим — Сонце. Він також вважав, що зорі обертаються найшвидше. Спершу зорі були «вологими й багнистими», а згодом висохли й спалахнули.
Левкіпп поділяв уявлення іонійських філософів про те, що Земля є плоскою. За Етієм, Левкіпп вважав її «барабаноподібною» — з плоскою поверхнею та певною глибиною. Він пояснював, що плоска Земля нахилена по горизонтальній осі так, що південь нижчий за північ. На його думку, це пояснює нижчу температуру північних регіонів, а щільне холодне повітря на півночі краще підтримує Землю, ніж рідке тепле повітря півдня. Аетій також наводить пояснення Левкіппа щодо грому: він виникає, коли вогонь стискається в хмарах, а потім проривається назовні.
Багато давніх філософів дивувались тому, що земні тіла падають вниз, а небесні — рухаються по викривленій траєкторії. Це привело їх до ідеї про особливу небесну субстанцію. У своїй моделі космосу Левкіпп пояснював, чому ці тіла рухаються по-різному, хоча складаються з однакової речовини. Він, однак, не пояснював, як саме виникає рух, за що його критикував Арістотель. Залишається незрозумілим, чи вважав Левкіпп, що вири виникають випадково, чи є результатом детермінізму.

## Впливи й наукова спадщина

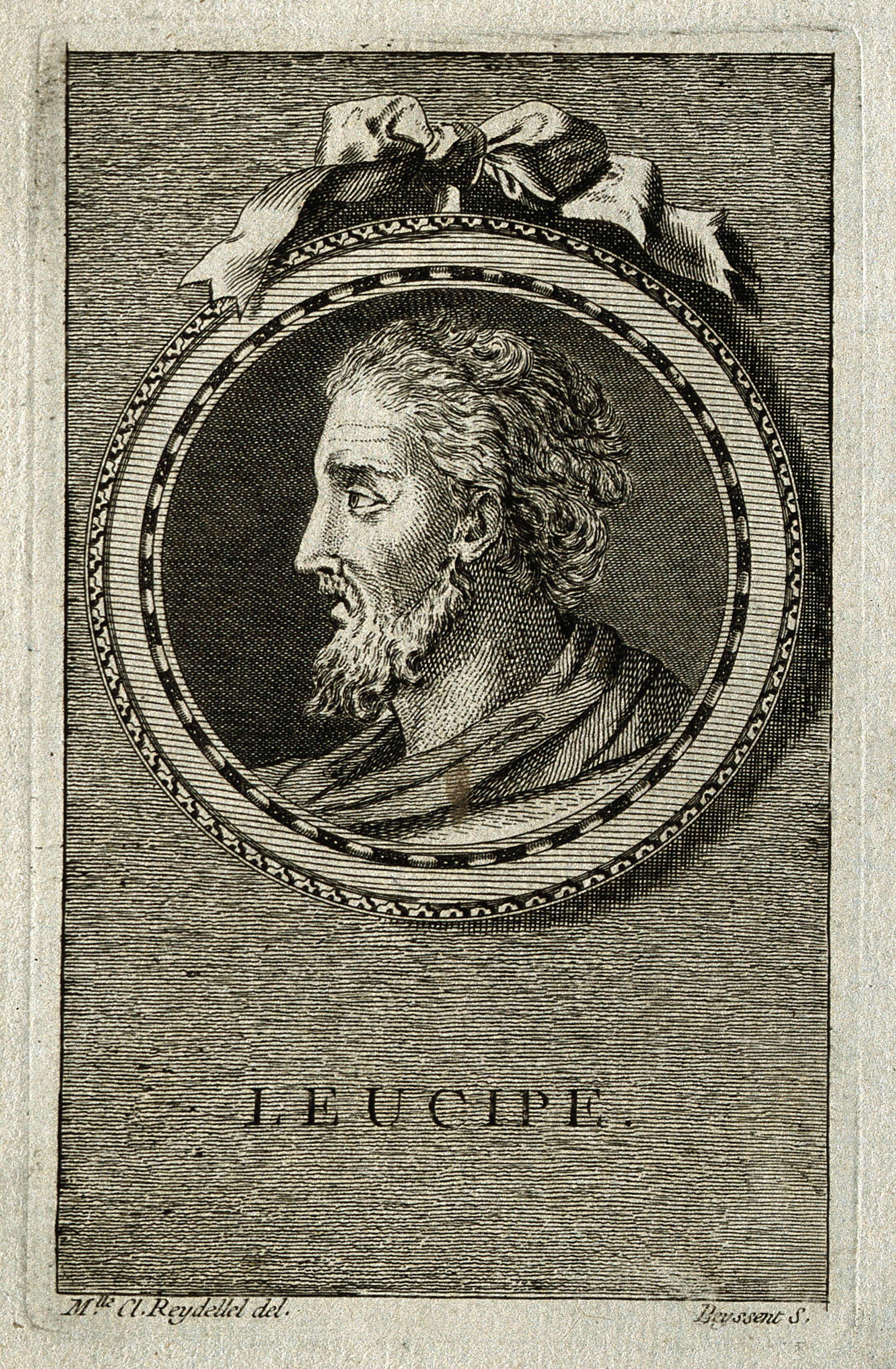
Вигаданий портрет Левкіппа на гравюрі 1773 року

### Давня Греція
Сучасні уявлення про внесок Левкіппа у розвиток атомізму ґрунтуються на працях давньогрецьких філософів Арістотеля та Теофраста. Записи Арістотеля про філософію Левкіппа й Демокріта, датовані IV століттям до н. е., є найдавнішими з відомих джерел з цієї теми, хоча він не розрізняв, кому з них належить та чи інша ідея. Про Левкіппа також писав Аетій, однак його свідчення з'явилися значно пізніше й базувалися на попередніх текстах. У деяких пізніших історіях філософію Левкіппа взагалі не згадували. Ще з античних часів він залишався менш відомим, ніж Демокріт, і від самого початку було звично розглядати їхні вчення спільно, не розділяючи ідей кожного.
Атомістична філософія Левкіппа й Демокріта справила значний вплив на давньогрецьку думку, зокрема на вчення Арістотеля й Епікура. Арістотель критикував атомізм, зокрема ставив питання, чому камінь падає, а вогонь підіймається вгору, якщо обидва складаються з однакових частинок. За словами Діогена Лаертського, інтерпретація порожнечі у філософії Діогена Аполлонійського могла бути натхненна Левкіппом. У діалозі «Тімей» Платон виклав космологічні погляди, подібні до левкіппових.

### Новий час
У XVI—XVII століттях інтерес до стародавнього атомізму відновився, зокрема серед прибічників механістичної філософії, таких як П'єр Ґассенді (1592—1655) та Роберт Бойль (1627—1691). Втім, на практиці експериментатори, зокрема Бойль, більше спиралися на традицію корпускуляризму, що розвивалася в середньовічній алхімії й бере початок із праць Арістотеля, таких як «Метеорологіка». У XVIII столітті хіміки здебільшого працювали незалежно від філософського атомізму, допоки Джон Дальтон (1766—1844) не запропонував власну модель атомів, засновану на експериментальних дослідженнях.
Попри те, що ідеї Левкіппа становлять важливу історичну передумову концепції атомів, вони лише поверхнево схожі на сучасну атомну теорію. Його філософія ґрунтувалася на апріорних міркуваннях, тоді як сучасна теорія має підґрунтя в емпіричних даних, отриманих за допомогою наукового методу. Основна практична відмінність між атомізмом Левкіппа і сучасною наукою полягає у врахуванні нематеріальних явищ, як-от еквівалентність маси й енергії та фундаментальні взаємодії. Сучасна теорія пояснює, що фундаментальні сили об'єднують субатомні частинки в атоми та зв'язують атоми у молекули, на відміну від виключно матеріальних атомів Левкіппа. Фізик XX століття Вернер Гайзенберг вважав, що теорія ідей Платона краще відображає сучасне розуміння фізики, ніж атомістична модель Левкіппа. На його думку, сучасні атоми радше нагадують нематеріальні платонівські ідеї, ніж дискретні матеріальні атоми Левкіппа.

### Сучасні дослідження
У сучасній філософії зазвичай більше уваги приділяється концепції атомів Левкіппа, ніж його космології. Існують дві основні інтерпретації, що намагаються розмежувати внески Левкіппа і Демокріта. Філософ XX століття Адольф Діроф розробив систему відмінностей між цими мислителями: на його думку, Левкіпп відповідав на виклики елеатів, тоді як Демокріт полемізував із софістами; Левкіпп був космологом, а Демокріт — поліматом. Класичний філолог Сіріл Бейлі запропонував іншу схему: він приписував Левкіппу створення атомізму та вчення про порожнечу, а Демокріту — авторство твору «Великий діакосмос», як застосування філософії Левкіппа. На відміну від Демокріта, Левкіпп відомий лише як дослідник космології та фізики.
Одночасно зі створенням атомізму в Стародавній Греції, подібні ідеї розвивались в Індії. Перші думки про те, що «частинки, надто малі, щоб їх побачити, об'єднуються у речовини та об'єкти, які ми сприймаємо», висловлював ще Аруні (бл. VIII ст. до н. е.). В точно невизначений час між VI й II ст. до н. е. давньоіндійський мислитель Канада розвинув атомістичне вчення Вайшешика.

## Питання історичності
Згідно з працею Діогена Лаертського, Епікур стверджував, що Левкіпп ніколи не існував, і ця заява викликала тривалі філософські суперечки. Більшість сучасних філософів погоджуються, що Левкіпп існував, але виникають сумніви, чи можна чітко відокремити його вчення від ідей Демокріта. У 2008 році філософ Даніел Грем зазначив, що з початку XX століття не з'явилося жодного значущого дослідження історичності Левкіппа, додавши, що «сучасна наука зазвичай уникає цього питання».
Прихильники думки про існування Левкіппа припускають, що він навчав лише усно або що його письмові праці не були призначені для публікації. Класичний філолог XX століття Джон Бернет запропонував альтернативне прочитання твердження Епікура: можливо, Епікур мав на увазі не буквальне заперечення існування Левкіппа, а радше те, що той не заслуговував на увагу як філософ. Це підтверджує і той факт, що для Епікура етика була основою філософії, а Левкіпп не залишив відомих етичних вчень. Серед дослідників, які заперечують існування Левкіппа, висувались різні версії: він міг бути псевдонімом Демокріта або навіть персонажем філософського діалогу. До вчених, які відкидали існування Левкіппа, належать Ервін Роде, Пауль Наторп, Поль Таннері, П. Боковнев, Ернст Говальд, Герман Де Лей, Адольф Брігер та Вільгельм Нестле.
Питання існування Левкіппа було актуальним і в німецькій філософії XIX століття, спричинивши дискусію між Роде, Наторпом і Германом Дільсом. Роде вважав, що вже за часів Епікура не існувало доказів на користь існування Левкіппа, тож приписувати створення атомізму Демокріта невідомій особі було недоцільно, і він відкидав повідомлення Теофраста. Наторп також не визнавав пріоритету Левкіппа перед Діогеном Аполлонійським. Натомість Дільс захищав повідомлення Теофраста і виступив із критикою позицій Роде та Наторпа. Це питання було настільки важливим, що дістало окрему назву — «питання Левкіппа» (нім. die Leukipp-frage).

## Праці
Левкіппу приписують два твори:
- «Великий діакосмос»[23] (Μέγας διάκοσμος)
- «Про розум»[23] (Περί Νού) — ця праця містить єдиний фрагмент, достеменно приписаний Левкіппу: «Ніщо не виникає випадково, але все — з причини та з необхідності» (дав.-гр. οὐδὲν χρῆμα μάτην γίνεται, ἀλλὰ πάντα ἐκ λόγου τε καὶ ὑπ’ ἀνάγκης)[94][26][27].

### Україномовна література
- Левкіпп // Філософський енциклопедичний словник / В. І. Шинкарук (гол. редкол.) та ін ; Інститут філософії імені Григорія Сковороди НАН України. — Київ : Абрис, 2002. — С. 324. — 742 с. — 1000 екз. — ББК 87я2. — ISBN 966-531-128-X.
- Узбек К. М. Фрагменти побудови античної науки, філософії і культури. — Донецьк : Східний видавничий дім, 2009. — 234 с. — ISBN 978-966-317-042-8.
- Подольська Є. А. Філософія. Підручник. — Київ : Фірма «Інкос», Центр навчальної літератури, 2006. — С. 79. — 1000 прим. — ISBN 966-364-270-Х.
- Мозговий Л. І., Бичко І. В., Додонов Р. О. та ін. Філософія. Кредитно-модульний курс: Навчальний посібник / За ред. Р. О. Додонова, Л. І. Мозгового. — Київ : Центр учбової літератури, 2009. — С. 37. — 1000 прим. — ISBN 978-611-01-0009-0.

### Англомовна література
- Augustin M., Pellò C. Life and Lifeforms in Early Greek Atomism // Apeiron. — 2021. — Vol. 55, iss. 4. — P. 601–625. — ISSN 0003-6390. — DOI:10.1515/apeiron-2021-0035.
- Barnes J. The Presocratic Philosophers. — Routledge, 2012. — ISBN 978-0-415-20351-7. — DOI:10.4324/9780203007372.
- Berryman S. Ancient Atomism // The Stanford Encyclopedia of Philosophy / Zalta E. N., Nodelman U. (editors). — 2005–2022.
- Cerri G. A Scholarch Denied: Leucippus, Founder of Ancient Atomism // Submerged Literature in Ancient Greek Culture / Colesanti G., Lulli L. (editor). — De Gruyter, 2016. — Т. 2: Case Studies. — С. 11–24. — ISBN 978-3-11-042863-6. — DOI:10.1515/9783110428636.
- Chalmers A. Atomism from the 17th to the 20th Century // The Stanford Encyclopedia of Philosophy / Zalta E. N. (editor). — 2005–2014.
- Furley D. The Greek Cosmologists: Volume 1, The Formation of the Atomic Theory and its Earliest Critics. — Cambridge University Press, 1987. — ISBN 0-521-33328-8. — DOI:10.1017/CBO9780511552540.
- Graham D. W. Leucippus' Atomism // The Oxford Handbook of Presocratic Philosophy / Curd P., Graham D. W. (editors) (editor). — Oxford University Press, 2008. — С. 333–352. — ISBN 978-0-19-514687-5. — DOI:10.1093/oxfordhb/9780195146875.001.0001.
- Gregory A. Leucippus and Democritus on Like to Like and ou mallon // Apeiron. — 2013. — Vol. 46, iss. 4. — P. 446–468. — ISSN 2156-7093. — DOI:10.1515/apeiron-2013-0021.
- Gregory A. Early Ancient Atomism // Atomism in Philosophy: A History from Antiquity to the Present / Zilioli U. (editor). — Bloomsbury Publishing, 2020. — ISBN 978-1-350-10750-2. — DOI:10.5040/9781350107526.0008.
- Hasper P. S. Leucippus and Democritus // The Routledge Companion to Ancient Philosophy / Warren J., Sheffield F. C. C. (editors). — Routledge, 2014. — С. 65–78. — ISBN 978-1-315-87136-3. — DOI:10.4324/9781315871363.
- Hussey E. The Presocratics. — Duckworth, 1972.
- Kirk G. S., Raven J. E. The Presocratic Philosophers: A Critical History with a Selection of Texts. — Cambridge University Press, 1957. — ISBN 978-0-521-27455-5. — DOI:10.1017/CBO9780511813375.
- Laks A. The Concept of Presocratic Philosophy: Its Origin, Development, and Significance / Most G. W. (translator). — Princeton University Press, 2018. — ISBN 978-0-691-17545-4. — DOI:10.2307/j.ctvc7765p.
- McKirahan R. D. Philosophy Before Socrates. — 2nd edition. — Hackett Publishing Company, 2011. — ISBN 978-1-60384-182-5.
- Skordoulis C. D., Koutalis V. Investigating the Historical Development of the Concept of Matter: Controversies About/In Ancient Atomism // Concepts of Matter in Science Education / Tsaparlis G. (editor). — Springer, 2013. — С. 463–483. — ISBN 978-94-007-5914-5. — DOI:10.1007/978-94-007-5914-5.
- Stokes M. C. One and Many in Presocratic Philosophy. — Center for Hellenic Studies, 1971.
- Taylor C. C. W. The Atomists // The Cambridge Companion to Early Greek Philosophy / Long A. A. (editor). — Cambridge University Press, 1999. — С. 181–204. — ISBN 978-0-521-44122-3. — DOI:10.1017/ccol0521441226.
- Vamvacas C. I. The Founders of Western Thought: The Presocratics a Diachronic Parallelism Between Presocratic Thought and Philosophy and the Natural Sciences. — Springer, 2009. — ISBN 978-1-4020-9790-4. — DOI:10.1007/978-1-4020-9791-1.
- Zilioli U. General Introduction // Atomism in Philosophy: A History from Antiquity to the Present. — 2020. — ISBN 978-1-350-10750-2.